# Fluocinolone acetonide
Fluocinolone acetonide là một loại corticosteroid chủ yếu được sử dụng trong da liễu để giảm viêm da và giảm ngứa. Nó là một dẫn xuất hydrocortisone tổng hợp. Sự thay thế flo ở vị trí 9 trong nhân steroid giúp tăng cường đáng kể hoạt động của nó. Nó được tổng hợp lần đầu tiên vào năm 1959 tại Phòng nghiên cứu của Phòng thí nghiệm Syntex SA Mexico City. Các chế phẩm có chứa nó lần đầu tiên được bán trên thị trường dưới tên Synalar. Một sức mạnh liều lượng điển hình được sử dụng trong da liễu là 0,010,025%. Một loại kem như vậy được bán dưới tên Flucort-N và bao gồm kháng sinh neomycin.
Fluocinolone acetonide cũng đã được tìm thấy để tăng cường mạnh mẽ chondrogenesis liên kết với tế bào gốc trung mô / tế bào gốc tủy xương, bằng cách tăng mức độ collagen loại II hơn 100 lần so với dexamethasone được sử dụng rộng rãi.
Cấy ghép nội khí  quản fluocinolone acetonide đã được sử dụng để điều trị viêm màng bồ đào không nhiễm trùng. Một tổng quan hệ thống không thể xác định liệu cấy ghép fluocinolone acetonide có vượt trội so với tiêu chuẩn điều trị chăm sóc cho viêm màng bồ đào hay không.
Nó được cấp bằng sáng chế vào năm 1958 và được chấp thuận cho sử dụng y tế vào năm 1961.

## Phân loại
Flucinolone là một corticosteroid nhóm V (0,025%) hoặc nhóm VI (0,01%) theo phân loại của Hoa Kỳ.